# 熊本県立保育大学校
熊本県立保育大学校（くまもとけんりつ ほいくだいがっこう）とは、熊本県熊本市にあった保育士養成の専修学校である。

## 概観

### 学校全体
この学校は、保育士養成を目的として、1955年に熊本県唯一の公立の養成機関として開所した。

## 沿革

### 年表
- 1954年12月25日 - 熊本県保母養成所設置条例公布。
- 1955年3月12日 - 保母養成施設として厚生大臣（現 厚生労働大臣）の指定を受ける。
- 1955年4月20日 - 熊本市大江町に熊本県保母養成所開所。
- 1976年9月24日 - 学生寮を新築移転。
- 1980年3月31日 - 校舎を現在地に新築移転。
- 1980年4月1日 - 現名称に改める。
- 1991年11月1日 - 学則を一部改正し、男子入学可。
- 1992年7月19日 - 学則を一部改正し、土曜日を休業日とする
- 2003年4月1日 - 専修学校（社会福祉専門課程保育学科）へ移行。
- 2009年3月 - 閉校。

## 学科
- 社会福祉専門課程
  - 保育学科

## 周辺施設
- 熊本県立大学

## 主な出身者
- 田仲敦子 - 女子競輪選手